# Barry Kelly
Barry Kelly (ur. 24 września 1954 w Byron Bay) – australijski kajakarz. Brązowy medalista olimpijski z Los Angeles.
W igrzyskach brał udział dwukrotnie (O 80, IO 84). Brązowy medal wywalczył w kajakowych dwójkach na dystansie 1000 metrów – część krajów tzw. Bloku Wschodniego zbojkotowało imprezę. Wspólnie z nim płynął Grant Kenny. 